# Oleśnica Mała
Oleśnica Mała (deutsch Klein Öls oder Klein-Oels) ist ein Ort in der Landgemeinde Oława im Powiat Oławski der Woiwodschaft Niederschlesien in Polen.

## Geographie

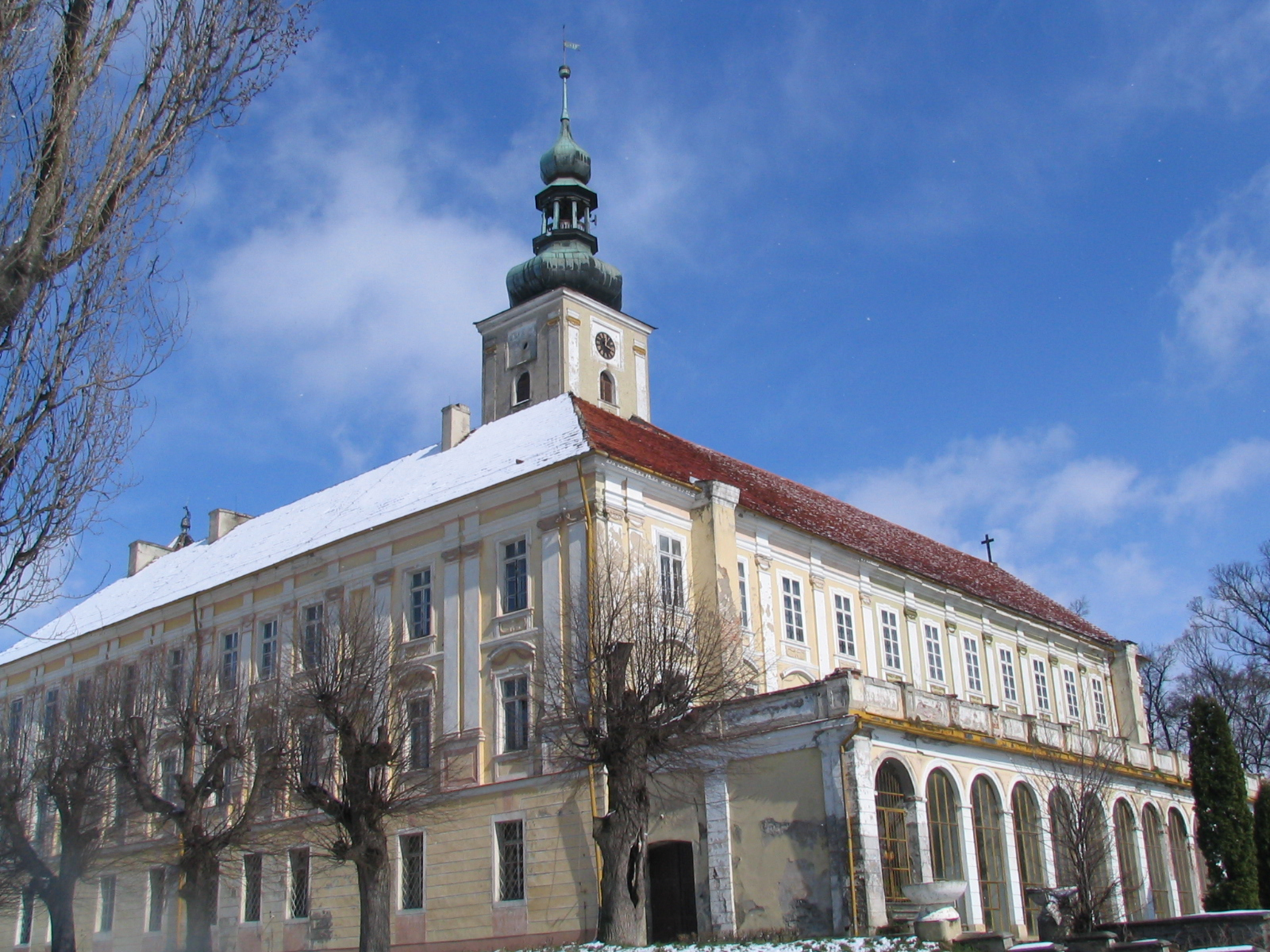
Schloss Klein Öls

Das Angerdorf Oleśnica Mała liegt in der Schlesischen Tiefebene, zwölf Kilometer südlich von Oława (Ohlau) und rund 45 Kilometer südöstlich von Breslau. Südlich des Ortes verläuft die Autobahn A4.
Nachbarorte sind Niemil (Niehmen) Norden, Owczary (Tempelfeld) im Osten und Kalinowa (Kallen) im Südwesten.

## Geschichte

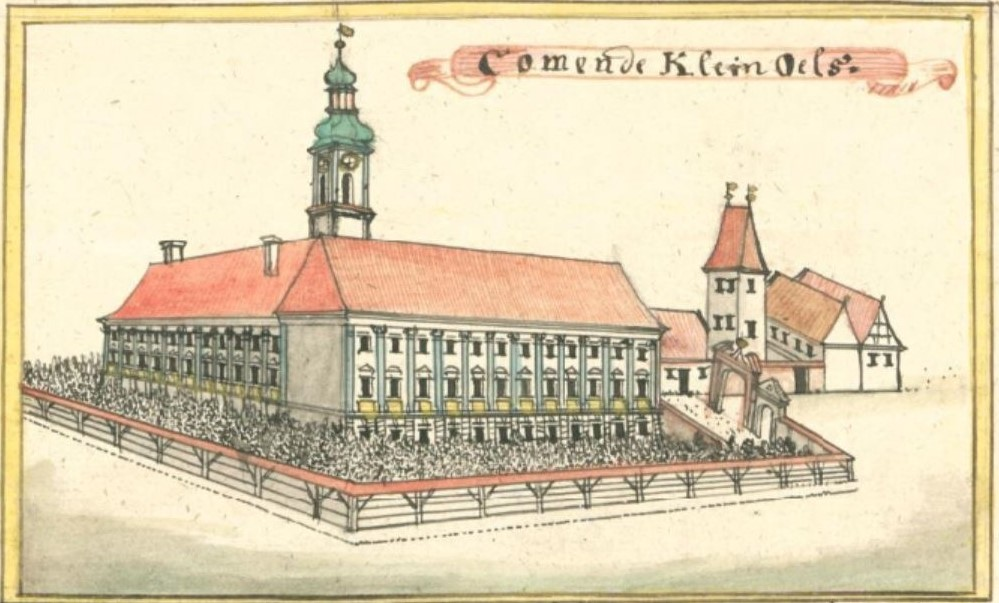
Schloss Oels – Zeichnung aus der Mitte des 18. Jahrhunderts

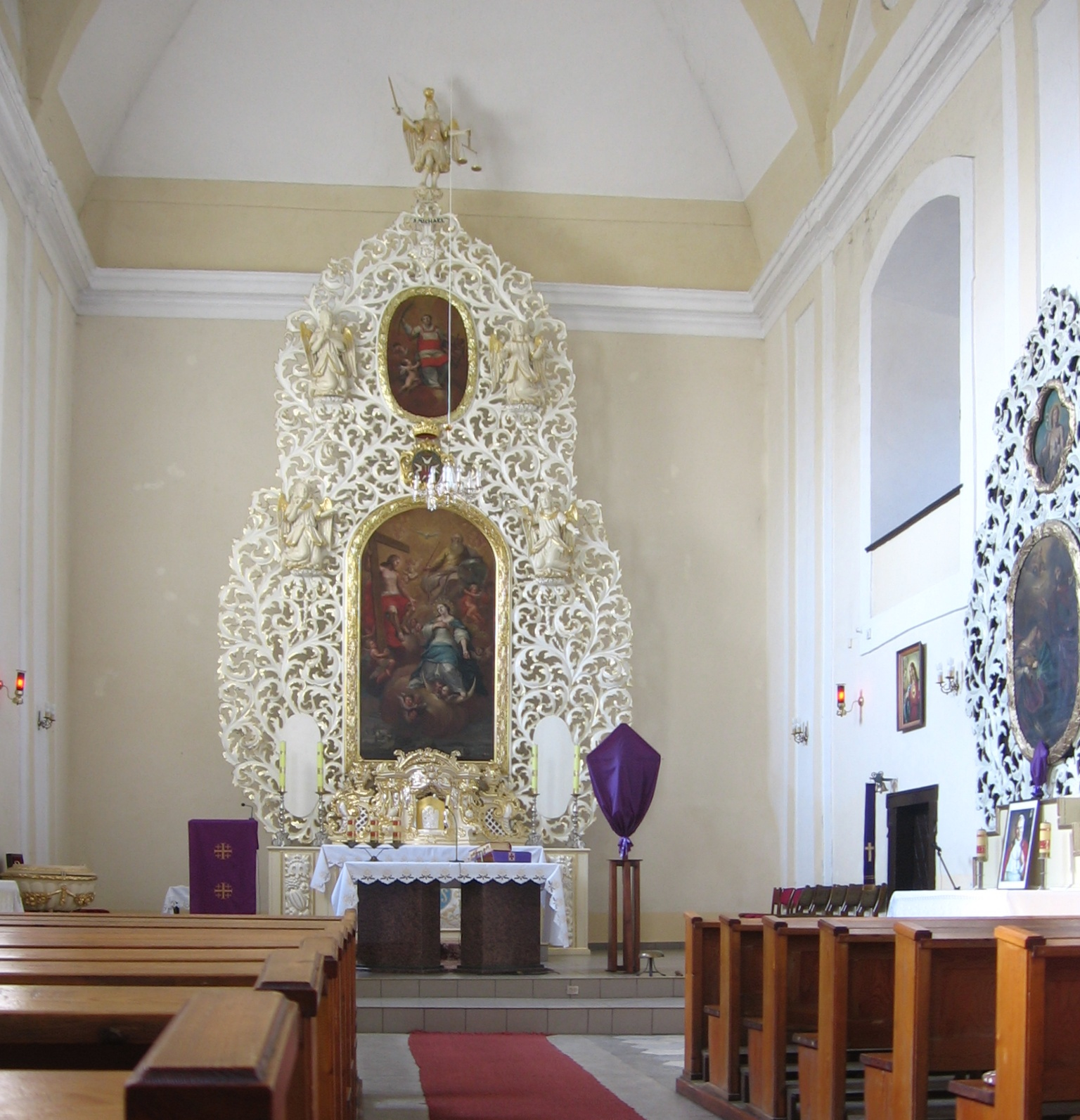
Innenraum der Schlosskapelle

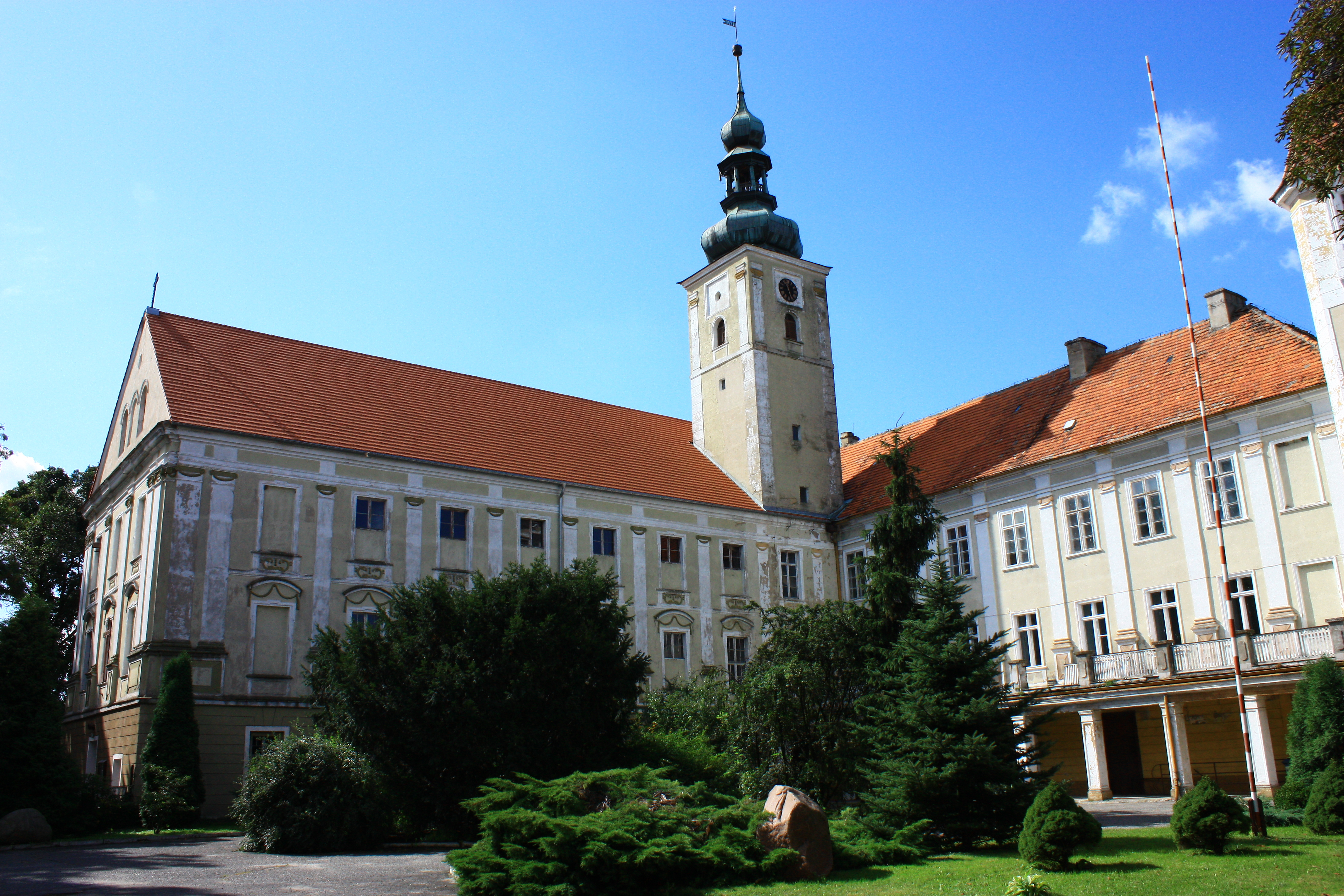
Innenhof mit Schlosskapelle

„Olesniz“ wurde erstmals 1189 in einer Urkunde des Breslauer Bischofs Siroslaus II. erwähnt. Bereits um 1173 ist die Schreibweise „Olesnic villa“ überliefert. Für 1193 ist die Namensform „Villa Olesnic“ und 1226 „Olesnicz“ belegt. Das Jagdschloss wurde von Herzog Boleslaw von Schlesien erbaut, dem Begründer der Linie der Schlesischen Piasten. Dessen Sohn und Nachfolger Heinrich I. schenkte auf Bitten seiner Ehefrau Hedwig von Andechs, die aus Baiern stammte, das Jagdschloss dem Templerorden. Die Besiedlung erfolgte vor 1227 wahrscheinlich mit Templern aus der Kommende Süpplingenburg bei Braunschweig. Zugleich befreite Herzog Heinrich I. die Templer von der Pflicht zur Abgabe des Zehnten. Bis heute erinnert der achtzackige Stern der Templer im Jagdschloss und in der Kirche von Owczary (bis 1945: Tempelfeld) an die Rolle der Templer in dieser Gegend.
Die Herzöge förderten wie die Templer den weiteren Ausbau der Kolonisation in Schlesien und wirkten bei der Gründung der deutschrechtlichen Dörfer Günthersdorf, Kallen, Brosewitz, Klosdorf, Jauer und Tempelfeld mit, wobei die Templer als Grundherren für diese Dörfer eingesetzt wurden. Als der Templerorden im Jahre 1312 aufgelöst wurde, fiel die Kommende Klein Öls dem Johanniterorden zu. Der Komtur von Klein Öls erhielt im Jahre 1377 von Herzog Ludwig I. von Ohlau die Erlaubnis, ein Dorf mit dem Namen „die Oelsen“ zu gründen, dessen Ortsname sich nachfolgend zu „Klein Öls“ veränderte. 1438 hatte Klein Öls unter einem Einfall der Hussiten zu leiden, und 1474 verwüsteten polnische Söldner das Dorf. Die damals zerstörte Johanniterkommende wurde nachfolgend neu errichtet. 1675 fiel Klein Öls zusammen mit dem Herzogtum Ohlau als erledigtes Lehen an die Krone Böhmen, die seit 1526 die Habsburger innehatten. Zu dieser Zeit zeigten sich die Einflüsse der Reformation in Schlesien. Um 1600 wurde das Schloss ausgebaut. Im Dreißigjährigen Krieg wurde Klein Öls am 9. August 1642 weitgehend zerstört. Dem Krieg fiel auch die Reliquiensammlung der Malteser zum Opfer. In dem „Urbarium von 1678 der Hochritterlichen Commenda Klein-Oelß“ wurde der Neubau des Rittersitzes u. a. wie folgt beschrieben:
„es ist ein Viereckichtes Gebeu zweyer gaden hoch, alles von Stein gebauet und mit Schindeln gedecket.  ... mit Zimmern, Cammern, Kucheln, Gewölben, Kellern undt ander dergleichen gelegenheiten anitzo wohlversehen. Die Schloß Kirchen stehet in dem Platß des Schloßes gegen der Sonne Aufgang, ist halb undt zwar über dem großen Altar gewölbet und die andere Helffte gedäffelt und mit Schindeln gedecket...“ „Gleich über der Kirchen über den Schloß Platz ist der dritte Stock oder Schlossgebäu gegen Niedergang und in dem Winkel gegen Mittag ein Thurm mit einem Granz oder außwendigen obern umbgangl und  ein Mahl durchsichtig...“
Aus demselben Dokument geht hervor, dass zur Kommende Klein Öls die Dörfer Marienau, Hermsdorf, Bosewitz, Günthersdorf, Polnisch-Breile, Jauer, Kloßdorf, Tempelfeld, Jenkwitz, Niehmen und Kallen gehören. 1706 wurden die neu aufgebaute Kommende, das Dominium und das Dorf Opfer eines Großfeuers, von dem lediglich acht Häuser verschont blieben. 1711 wurde der Wiederaufbau vollendet. Die zerstörte Klosterkirche wurde an neuer Stelle im südlichen Klosterflügel neu errichtet.
Nach dem Ersten Schlesischen Krieg 1742 fiel Klein Öls zusammen mit dem größten Teil Schlesiens an Preußen. Zu den Preußischen Reformen gehörte auch das Säkularisationsedikt von 1810. Darin hieß es: „Alle Klöster-, Dom- und andere Stifte, Balleien und Kommenden werden von nun an als Staatsgüter betrachtet.“ Für die Kommende der Malteser in Klein Öls bedeutete dies die Enteignung ihres Besitzes durch Preußen. Schloss und Liegenschaften wurden nun von einem preußischen Kommissar verwaltet.
Für seine Verdienste in den Befreiungskriegen, die auch auf schlesischem Boden ausgetragen wurden, verlieh König Friedrich Wilhelm III. im Jahre 1814 dem General Yorck zusammen mit dem Namenszusatz „von Wartenburg“ die vormalige Kommende Klein Öls. In der Folge wurden die Grafen Yorck von Wartenburg Patronatsherren der Kirchen des Kirchspiels Klein Öls und bestimmten dadurch maßgeblich das kirchliche Geschehen in Klein Öls mit.
Nach der Neugliederung Preußens gehörte die Landgemeinde Klein Öls ab 1815 zur Provinz Schlesien und war ab 1816 dem Landkreis Ohlau eingegliedert. 1874 wurde der Amtsbezirk Klein Öls gegründet, zu dem die Landgemeinden Günthersdorf, Kallen, Klein Oels und Tempelfeld sowie der Gutsbezirk Klein Oels gehörten. 1885 zählte der Ort 390 Einwohner.
Mit der Industrialisierung wurde auch die Landwirtschaft modernisiert. Trotzdem bewahrte Klein Öls, das im Jahre 1910 298 Einwohner zählte, seinen ländlichen Charakter. Bis 1939 war die Einwohnerzahl auf 524 Einwohner angestiegen. 1933 zählte Klein Öls 581, 1939 waren es 524 Einwohner. Die Yorcks von Wartenburg, unter ihnen Peter Graf Yorck von Wartenburg, Paul Graf Yorck von Wartenburg und Irene Yorck von Wartenburg, alle auf dem Gut Klein-Öls geboren und aufgewachsen, schlossen sich dem Widerstand gegen den Nationalsozialismus an und büßten für ihre Beteiligung am Attentat gegen Hitler mit ihrem Leben oder wurden in Konzentrationslager verschleppt. Bei Kriegsende 1945 gingen aus dem Schlossarchiv Zeugnisse zur Geschichte des Schlosses und des Ortes verloren.
Anfang 1945 eroberte die Rote Armee Klein Öls. Als Folge des Zweiten Weltkriegs fiel Klein Öls wie fast ganz Schlesien 1945 an Polen, wurde in Oleśnica Mała umbenannt und der Woiwodschaft Breslau angegliedert. Die deutsche Bevölkerung wurde vertrieben. Die neu angesiedelten Bewohner waren zum Teil Heimatvertriebene aus Ostpolen, das an die Sowjetunion gefallen war. 2000 zählte das Dorf 513 Einwohner.

## York'sche Sammlung
Vor Kriegsende hatte die „York'schen Sammlung“ aus etwa 120.000 Bänden bestanden, darunter viele Erstausgaben. Die wertvollsten hatte Paul von Wartenburg in die Orangerie des Schlosses Warmbrunn ausgelagert, von wo ungefähr 800 Bände Ende Januar/Anfang Februar 1945 evakuiert werden konnten. Von den in Klein-Oels verbliebenen Büchern gelangten nach Kriegsende große Teile in Bibliotheken in Breslau, Warschau und Krakau. Ein- bis zweitausend von einer sowjetischen Trophäenkommission erbeutete Bände befanden sich im Jahr 2020 in sieben Bibliotheken Russlands.
Im Jahr 2012 hatten das russische Kulturministerium und die deutsche Kulturstiftung der Länder einen Katalog mit rund achthundert Büchern aus der Klein Ölser-Bibliothek veröffentlicht, die in der Moskauer „Bibliothek für ausländische Literatur“ und in der öffentlichen Bibliothek von St. Petersburg aufbewahrt werden.

## Sehenswürdigkeiten

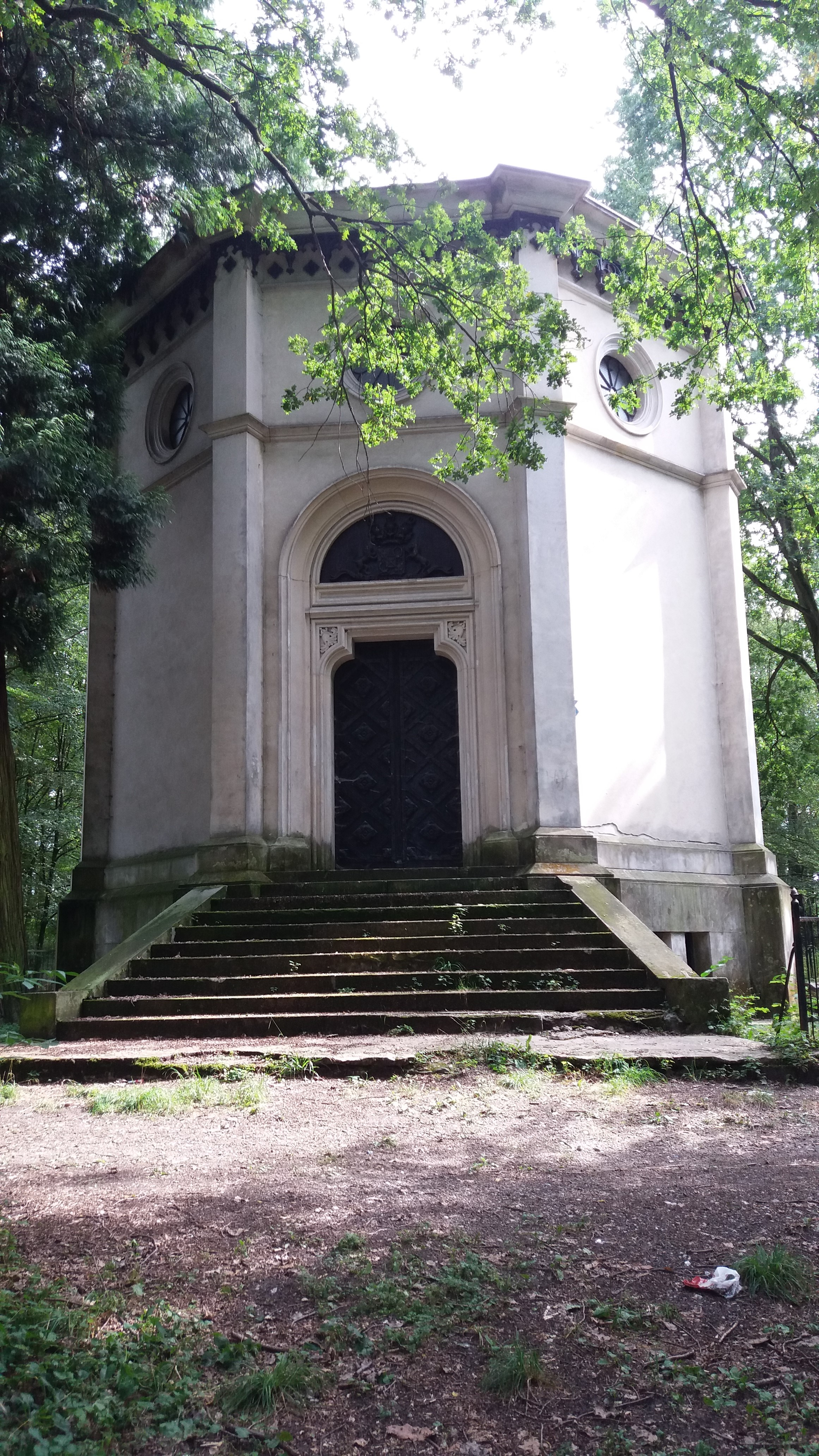
Mausoleum der Grafen Yorck von Wartenburg im Schlosspark

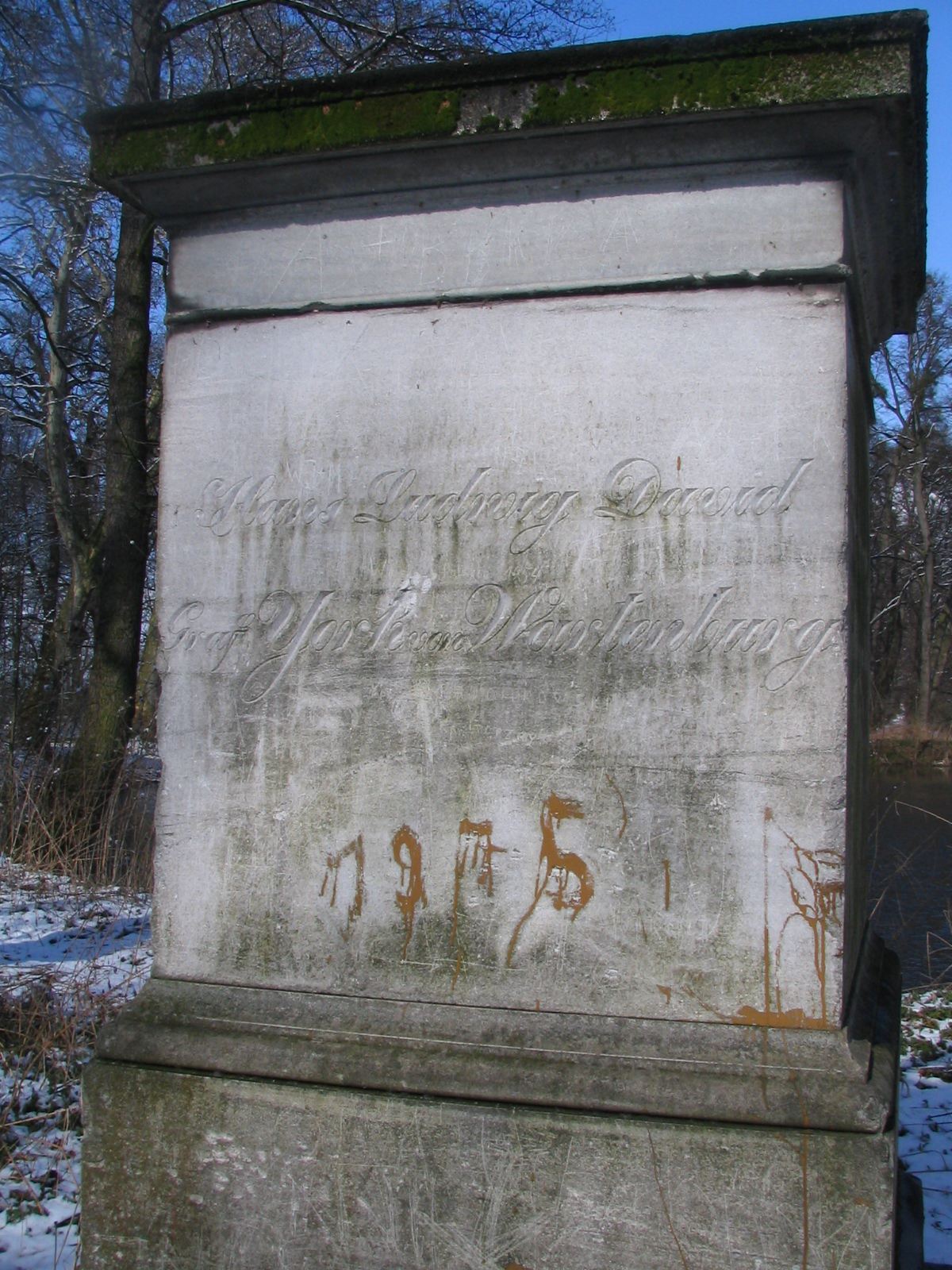
Gedenkstein für Ludwig Graf Yorck von Wartenburg

- Das Schloss Klein Öls mit der Schlosskapelle St. Laurentius entstand an der Stelle einer Wasserburg aus dem 14. Jahrhundert
- Mausoleum für Angehörige der Familie Yorck von Wartenburg
- Gedenkstein für Ludwig Graf Yorck von Wartenburg
- Statue des böhmischen Landesheiligen Johannes Nepomuk

## Persönlichkeiten

### Söhne und Töchter des Ortes
- Maximilian Graf Yorck von Wartenburg (1850–1900), preußischer General
- Carl Thiel (1862–1939), deutscher Organist, Kirchenmusiker und Professor für Musik
- Paul Graf Yorck von Wartenburg (1902–2002), letzter Fideikommissherr auf Klein-Öls, Vortragender Legationsrat I. Klasse, Widerstandskämpfer gegen den Nationalsozialismus und erster Konsul der Bundesrepublik Deutschland in Frankreich
- Peter Graf Yorck von Wartenburg (1904–1944), deutscher Jurist und Widerstandskämpfer gegen den Nationalsozialismus, führendes Mitglied des Kreisauer Kreises.
- Irene Gräfin Yorck von Wartenburg (1913–1950), Ärztin, Mitglied des Kreisauer Kreises

### Persönlichkeiten, die vor Ort gewirkt haben
- Ludwig Yorck von Wartenburg (1759–1830), preußischer Generalfeldmarschall und Begründer des Adelsgeschlechts Yorck von Wartenburg
- Joseph Carl Franz Xaver Heide (1801–1867), deutscher Politiker, zeitweise Kaplan in Klein-Oels
- Hans David Ludwig Graf Yorck von Wartenburg (1805–1865), deutscher Fideikommissherr auf Klein-Öls, Politiker und kurzzeitig Oberpräsident der preußischen Provinz Schlesien
- Paul Yorck von Wartenburg (1835–1897), deutscher Jurist und Philosoph sowie Majoratsherr auf Klein-Öls
- Friedrich Graef (1860–1936), deutscher Gymnasiallehrer und Stadtarchivar, Hauslehrer am Gut Kein Öls
- Heinrich Yorck von Wartenburg (1861–1923), preußischer Landrat, erbliches Mitglied des preußischen Herrenhauses und Fideikommissherr auf Klein-Öls
- Joachim Ringelnatz (1883–1934), deutscher Schriftsteller, wohnte und arbeitete 1912 auf Gut Klein Öls
- Sigrid von der Schulenburg (1885–1943), deutsche Philosophin, Editorin und Schriftstellerin, verstarb in Klein-Öls
- Max Baldner (1887–1946), deutscher Cellist und Verfolgter des Nationalsozialismus, lebte 1943 auf Gut Klein Öls

## Vereine
- Fußballverein Amator Oleśnica Mała